# 山田一男
山田 一男（やまだ かずお、1854年 - 1898年7月5日）は、明治時代の陸軍軍人。石川県出身。最終階級は陸軍歩兵少佐。

## 略歴
石川県金沢市出身。のちに東京へ移住。
1879年（明治12年）2月、陸軍士官学校（旧2期）を卒業し陸軍歩兵少尉に任官。
1883年（明治16年）4月に陸軍大学校（1期）に入学し、1885年（明治18年）12月に卒業し、参謀本部第1局に配属された。
第5師団参謀在任中の1898年7月5日に死去。墓所は東京青山霊園墓地。
一男は皇居三の丸尚蔵館に明治十二年明治天皇御下命「人物写真帖」『陸軍』に「陸軍歩兵少尉 山田一男 石川県士族 二十六歳」として写真が収められている。